# Аппарат искусственного кровообращения

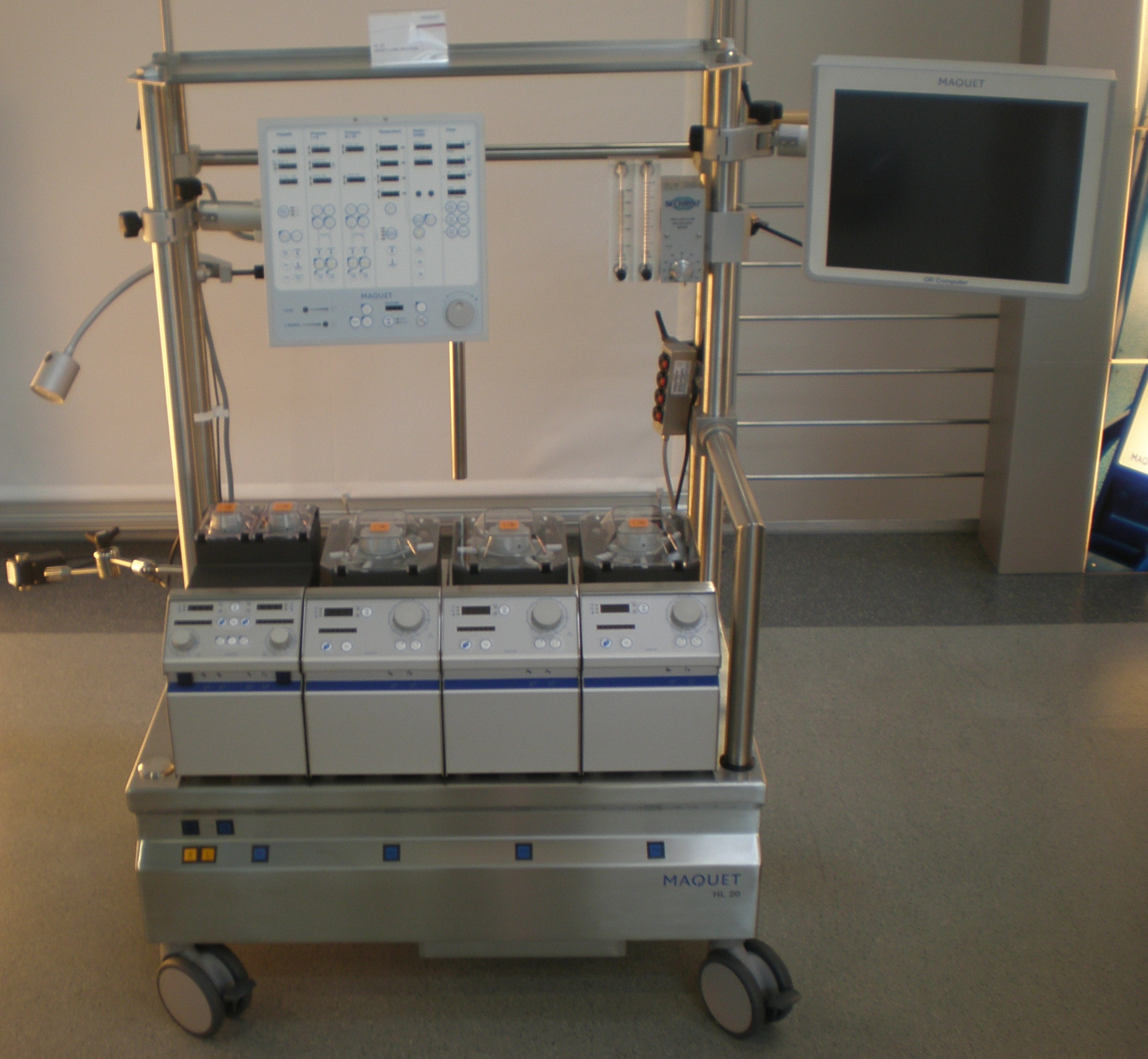
Модель образца 1992 г. Аппарат искусственного кровообращения MAQUET HL 20

Аппарат искусственного кровообращения (АИК), или аппарат «искусственное сердце — лёгкие» — специальное медицинское оборудование, обеспечивающее жизнедеятельность человека при частичной или полной невозможности выполнения функций сердца и/или лёгких.
Первый аппарат искусственного кровообращения (автожектор) был сконструирован советскими учёными С. С. Брюхоненко и С. И. Чечулиным в 1926 году. Аппарат был применён в экспериментах на собаках, однако это устройство не использовалось в клинической практике при операциях на сердце человека. 3 июля 1952 года в США американский кардиохирург и изобретатель Форест Дьюи Додрилл провёл первую успешную операцию на открытом сердце человека с использованием аппарата искусственного кровообращения «Dodrill-GMR», разработанного им в сотрудничестве с компанией General Motors.
В СССР первая успешная операция с искусственным кровообращением выполнена А. А. Вишневским в 1957 году.
Наряду с искусственным кровообращением, предусматривающим полную замену насосной функции сердца и газообменной функции лёгких механическими устройствами, применяют регионарное искусственное кровообращение, осуществляя перфузию отдельного органа или области организма, временно изолированных от остальной сосудистой системы, для подведения больших концентраций лекарственных веществ непосредственно к очагу поражения.
Помимо аппаратов искусственного кровообращения (АИК) в клинической практике широко применяются аппараты вспомогательного кровообращения (АВК) для поддержания оксигенации и частичного замещения функции сердца.

## Конструкция АИК
Конструктивно аппарат представляет собой совокупность компонент, состоящую из консоли с насосами и блоком управления с необходимым набором датчиков и вспомогательной оснастки (инфузионные стойки, полки из нержавеющей стали, венозный зажим). На подвижной консоли устанавливаются роликовые насосы с частотой вращения роликов до 250 об/мин, что позволяет получать потоки крови от 0 до 11,2 литра в минуту на трубках ½". Один из насосов (артериальный) перекачивает кровь из венозной системы в артериальную. Второй — предназначен для дренажа левого желудочка сердца, третий — для отсоса крови из раны и возвращения её в экстракорпоральный контур, четвёртый и пятый насосы используют для различных режимов кардиоплегии. Для уменьшения размеров аппарата и обеспечения согласованных режимов кровяной кардиоплегии насосы могут быть объединены в единый насосный модуль с 2 независимыми моторами в едином корпусе и с совместным электронным модулем контроля. Кроме насосов, аппарат снабжён блоком контроля давления, электротермометром, смесителем газов, таймерами, детекторами уровня и пузырьков — объединёнными в блок управления.
Насосы для крови используют трёх типов: создающие отдельно систолу и диастолу (основаны на принципе изменения объёма камеры мембраной при помощи гидравлической или пневматической среды); создающие кровоток в гибких трубках расширением или сжатием (клапаны размещены в просвете трубки или вне её); создающие кровоток прерывистой волной (роликовые и пальчиковые). Все насосы для крови по механизму действия разделяются на насосы с постоянным и переменным ударным объёмом, а по характеру создаваемого ими тока крови - на насосы с малой и большой пульсацией. Для реализации температурных режимов используют теплообменник с терморегулирующим устройством. Система управления обеспечивает заданные режимы работы как отдельных функциональных узлов, так и аппарата в целом.
Аппарат искусственного кровообращения приводят в действие при помощи гидравлического, пневматического или электромеханического приводов. При аварийном режиме применяют ручной привод. В мире создано множество различных по назначению аппаратов искусственного кровообращения: для изолированной химиотерапии злокачественных новообразований, воспалительных процессов и деструктивных поражений; для вспомогательного искусственного кровообращения при нарушениях сердечной и дыхательной функции; для реанимации больных, находящихся в состоянии клинической смерти; для поддержания жизнедеятельности изолированных органов, предназначенных для последующей пересадки. Все аппараты имеют общую структурную схему и отличаются друг от друга производительностью, особенностями систем управления или дополнительными специальными функциональными узлами.

## Производители АИК и АВК в СССР
В период с конца 1960-х годов в СКБ МТ КЧХЗ (основной продукцией которого являлись механические искусственные клапаны сердца) были разработаны, изготовлены и переданы в клиники сотни аппаратов вспомогательного кровообращения, работающих по методу внутриаортальной баллонной контрпульсации, (АВК-1, АВК-2, АВК-3, АВК-5М, АВК-7 и транспортный вариант — АВКТ). В 1981 году был создан аппарат «АВК-5МС» с электрокардиостимулятором. В 1984 году разработан аппарат вспомогательного и искусственного кровообращения «АВИК-9М», способный до 10 суток осуществлять совместно или раздельно электрическую стимуляцию сердца и вспомогательное кровообращение. В 1986 году освоен аппарат «АВИК-10» для управления работой насосов вспомогательного кровообращения. Блок оперативного контроля вспомогательного кровообращения «ВК-02», предназначенный для контроля за состоянием пациента в операционных, с успехом применялся в кардиоклиниках страны, и был удостоен серебряной медали ВДНХ.

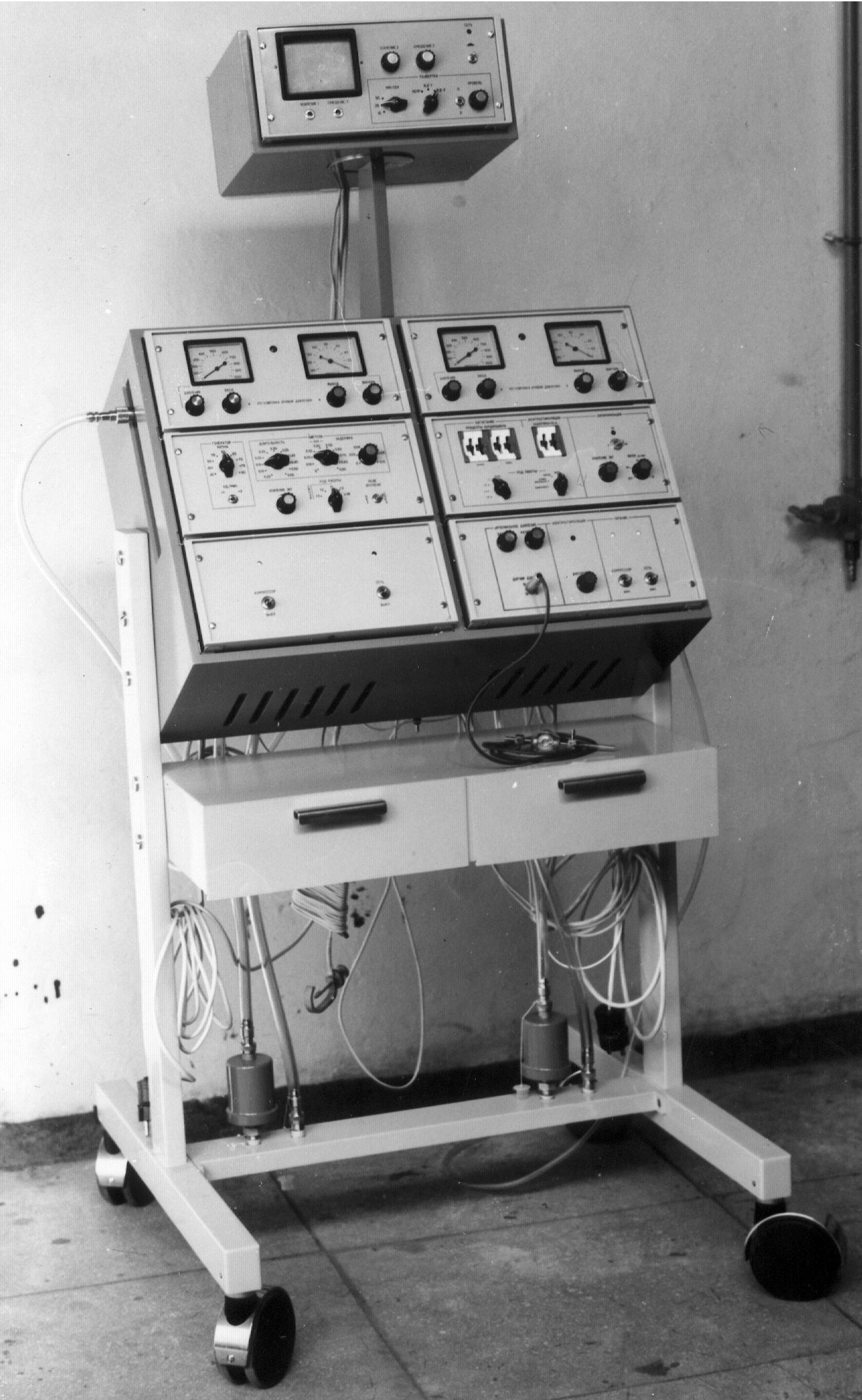
Аппарат АВК-5М
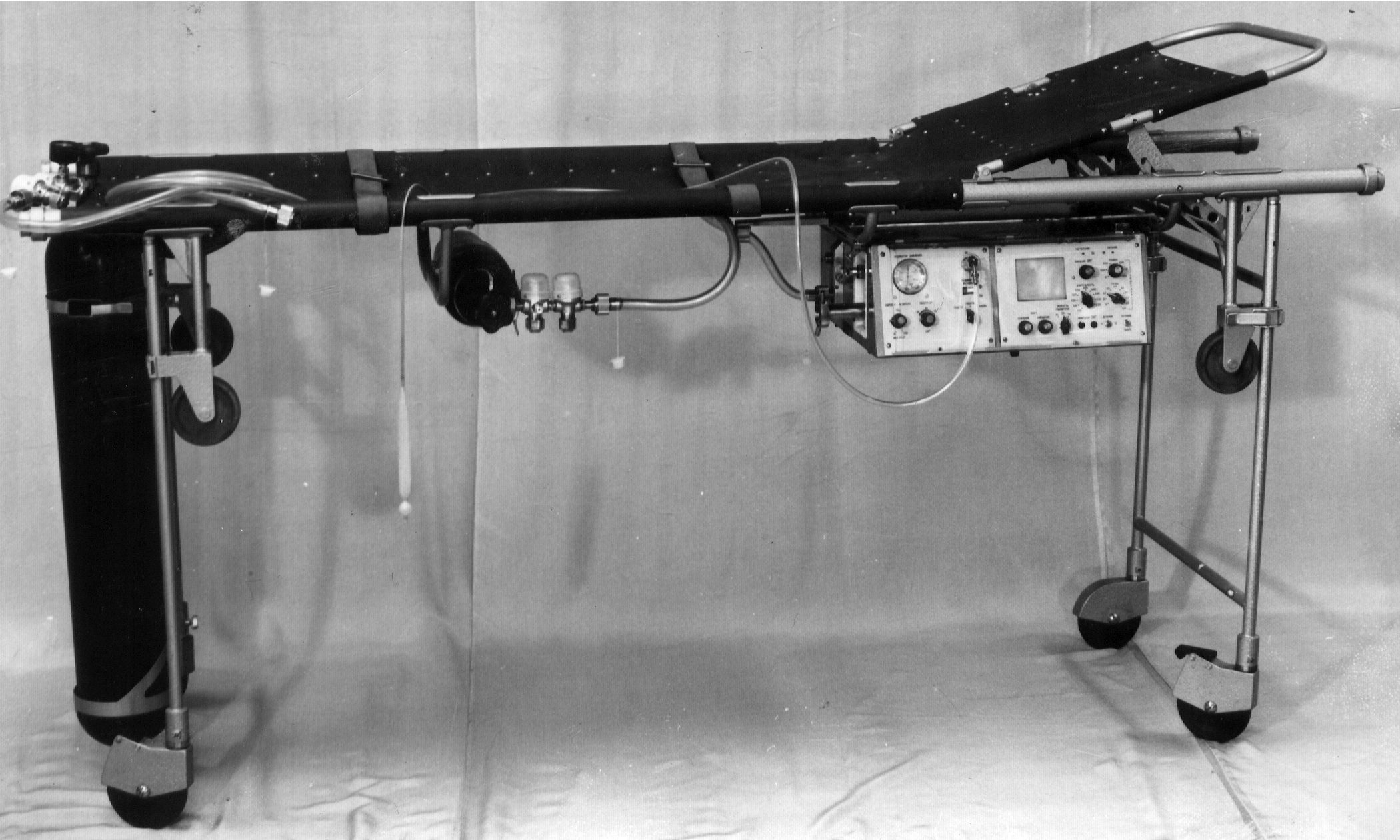
Аппарат АВКТ-2
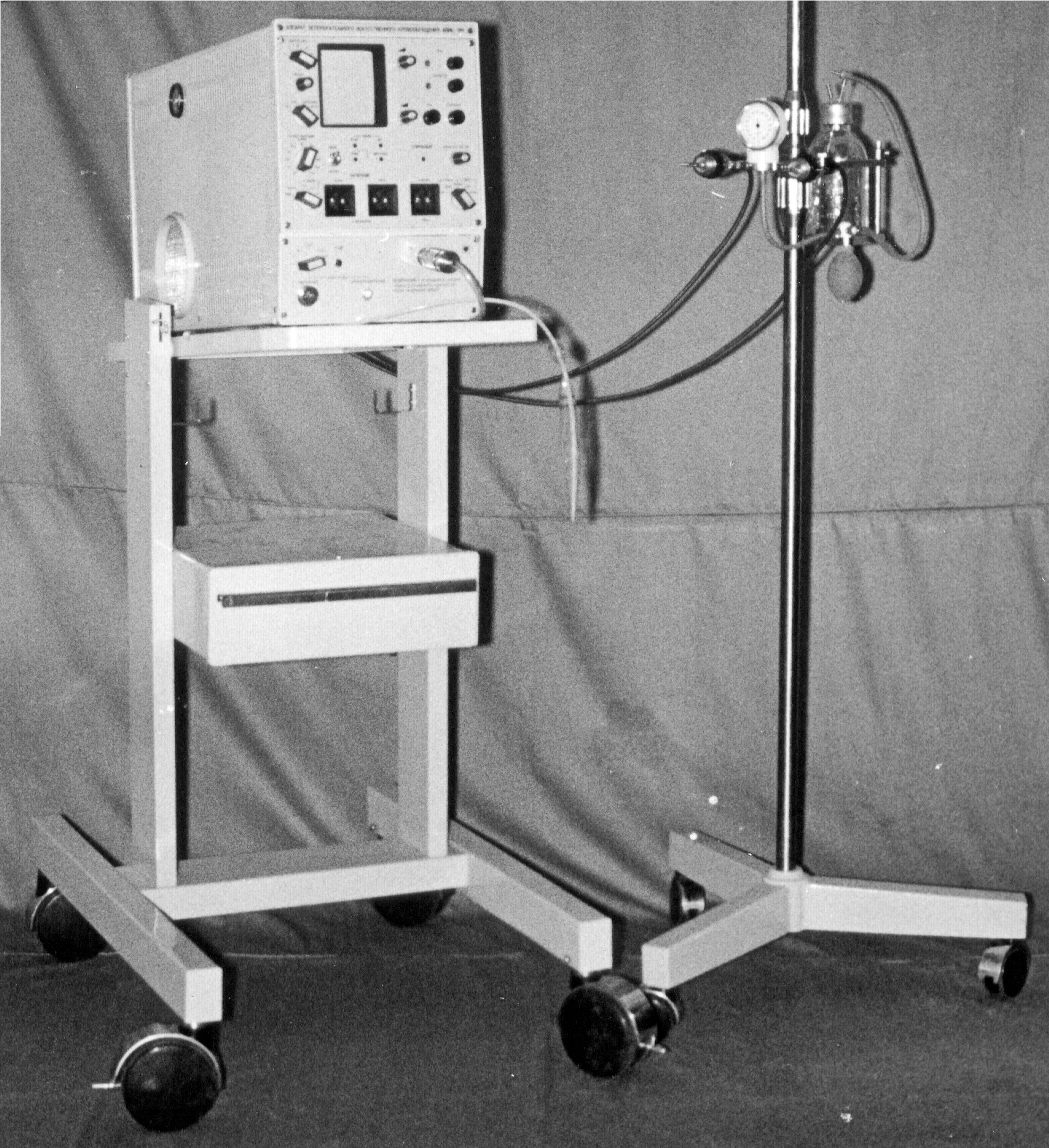
Аппарат АВИК-10
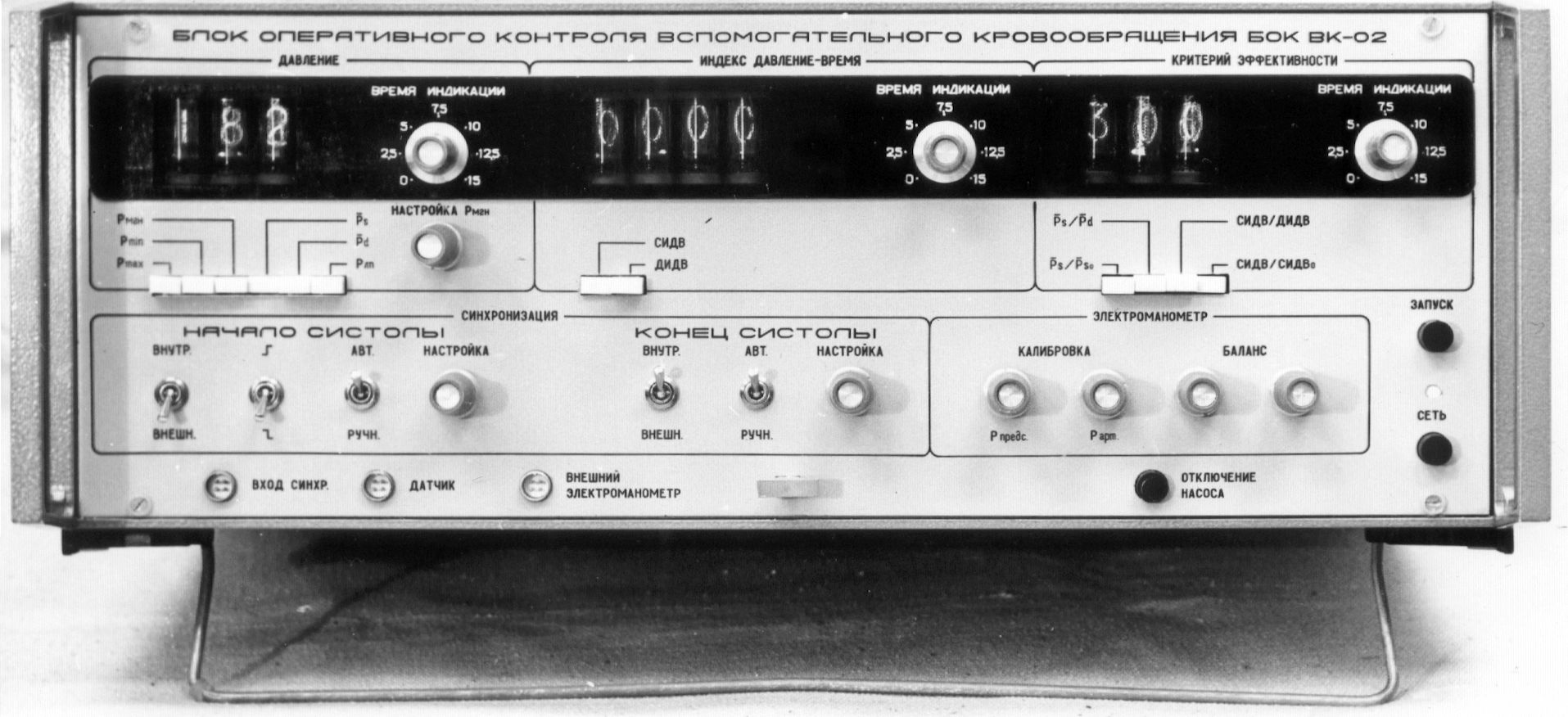
Блок ВК-02

### Документалистика
- Документальный фильм из цикла «Первые в мире». Автор и режиссёр: Алексей Артемьев. ООО «Голд Медиум» по заказу ВГТРК. 2018 г (13 июня 2019). Аппарат искусственного кровообращения Брюхоненко.  13 мин. ГТРК «Культура». {{cite episode}}: |series= пропущен или пуст (справка)